# Telecommunication
"Telecommunication" é uma canção da banda britânica A Flock of Seagulls de seu álbum de estreia, A Flock of Seagulls, lançado em 1982. A música foi lançada em 1981 como o segundo single da banda. Embora não tenha ficado nas paradas tradicionais do Reino Unido ou dos Estados Unidos, recebeu um tempo considerável nas paradas de dança. Alcançou a posição 19 na parada Hot Dance Club Play em 1981, junto com "Modern Love Is Automatic". A batida uptempo com power chords e sintetizadores pesados, junto com as letras futurísticas, permitiu que a música atingisse o status de cult. A canção é notável porque a banda evitou os refrões carregados de guitarra que muitas músicas desse período tinham (por exemplo, baladas poderosas) e, em vez disso, contou com arpejos de percussão e sons de várias camadas. O efeito não é diferente do que é conhecido como Wall of Sound, embora ao contrário das gravações de Phil Spector (que manifestou interesse pela banda, chamando-a de "fenomenal"), A Flock of Seagulls gravava em estéreo.

## Faixas
7": Jive. / Jive 4 Reino Unido
1. "Telecommunication"  (2:31)
2. "Intro" (3:23)

12": Jive. / Jive T 4 Reino Unido
1. "Telecommunication" (2:31)
2. "Intro" (3:23)
3. "Tanglimara" (4:33)

## Letra
A música detalha os tipos de energia transmitidos através do tempo e do espaço. A primeira linha menciona "ultraviolet..radio light..to your solar system..." indicando que alguém ou algo está tentando se comunicar através da galáxia. Na astronomia, a luz ultravioleta é emitida por objetos muito quentes. Um tema nas letras da banda são formas de vida alienígena (com seu álbum de estreia sendo essencialmente uma ópera rock sobre abdução alienígena) e tecnologia futurística.